# يسوعية
يسوعية (بالإنجليزية: Jesuism أو Jesusism أو Jesuanism)؛ مصطلح فلسفي وُضِع للإشارة إلى تعاليم يسوع ليمايزها عن التعاليم المسيحية السائدة. وغالبًا ما يتناقض هذا المصطلح على وجه الخصوص مع المسيحية البولصية والعقيدة الدوغماتية للكنيسة.

## علم أصول الكلمة
صيغ مصطلح اليسوعية (Jesuism) في أواخر القرن التاسع عشر. وهي مستمدة من يسوع (يسوع الناصري) + ism (اللاحقة الإنجليزية، سمة أو نظام المعتقدات).

## تاريخ الاستخدام
كتب المفكر الحر وعضو الطائفة الدينية الأمريكية (شيكير) دي. إم. بينيت، باعتبار أن اليسوعية تتميز عن البولصية، فقد علم بطرس ويوحنا ويعقوب البار الإنجيل والعقيدة اليهودية المسيحية لطائفة يهودية جديدة. عرف عالم الأمراض الأمريكي والملحد فرانك سيفر بيلينغز في عام 1894 «اليسوعية» بأنها «المسيحية من الأناجيل» وفلسفة «يمكن أن تعزى مباشرةً إلى تعاليم يسوع الناصري». في عام 1909، أصدرت طائفة مجيئي اليوم السابع في جريدة «ساينس أوف ذا تايمز» قضية بعنوان «المسيحية الحديثة ليست اليسوعية»، إذ طرحت السؤال: «المسيحية اليوم ليست المسيحية القديمة الأصلية. إنها ليست اليسوعية، لأنها ليست الدين الذي بشر به يسوع، ألم يحن الوقت لجعل المسيحية هي الديانة التي بشر بها ومارسها شخصيًا؟» في عام 1911، عرّف اللاهوتي بجامعة هارفارد بوك وايت «اليسوعية» بأنها «الدين الذي بشر به يسوع». كتب اللورد إرنست هاميلتون في عام 1912 «اليسوعية» هي ببساطة أن نحب بعضنا بعضًا ونحب الله. وصِفت الفلسفة اليسوعية في كتاب «الحقيقة المجردة لليسوعية من المخطوطات الشرقية»، التي صاغها اللاهوتي ليمان فيربانكس جورج في عام 1914، على النحو التالي:
إنها لإعادة أقوال يسوع إلى نقاوتها الأصلية.
إنها للقضاء على إقحام أناجيل العصور الوسطى.                     
إنها لربط الأفكار الخاطئة التي كشفت عنها البحوث الأثرية الأخيرة.
إنها لتقديم يسوع من وجهة نظر اقتصادية.
إنها لكسر الطيف السحري للسذاجة الكونية.
إنها قرع ناقوس الانشقاق من خلال اليسوعية.
أشار اللاهوتي الأرثوذكسي سيرغي بولغاكوف أيضًا في عام 1935 إلى أن «تركيز التقوى على المسيح وحده قد أصبح انحرافًا معروفًا بالفعل بمصطلح خاص هو اليسوعية». أشار اللاهوتي الكاثوليكي المؤثر كارل رينر إلى «اليسوعية» باعتبارها تركيزًا على حياة يسوع ومحاولات لتقليدها، بدلًا من التركيز على الله أو الكنيسة المسيحية. لاحظ الأستاذ في جامعة ملبورن، ليندزي فالفي، عام 2009 أن «قصة الإنجيل تختلف كثيرًا عن عقيدة الكنيسة لدرجة أنه يمكن أن تكون اليسوعية ديانة مختلفة». أصبحت اليسوعية موضوع نقاش أكاديمي متزايد بعد أن أشار إليها عالم الأعصاب والفيلسوف بجامعة ديوك أوين فلانغن في كتابه لعام 2007 المشكلة الصعبة الحقيقة: المعنى في عالم مادي. يعرّف فلانغن اليسوعية أنها «رسالة» يسوع ويلاحظ أنه «يسميها اليسوعية لأن معظم الكنائس المسيحية لا تؤيد رسالة يسوع بصدق». وصف فلانغن اليسوعية بأنها فلسفة طبيعانية وعقلانية، ترفض الصراع بين الإيمان والعلم. يلاحظ رودني ستينينغ إدجيكومب، الأستاذ في جامعة كيب تاون، في مقال له عام 2009 بعنوان التواصل عبر الفجوة الاجتماعية كيف تحولت المسيحية عن اليسوعية، وعن المبادئ الأخلاقية التي بشر بها يسوع. يجري الرجوع إلى مصطلحات اليسوعية بشكل شائع على المدونات الدينية ومجموعات الإنترنت.

## المعتقدات والممارسات والأتباع
لا يوجد أي معنى نهائي لليسوعية وبالتالي ليس هناك أيديولوجيا واضحة. تستخدم المجموعات المتنوعة مصطلحات اليسوعية. وتشمل هذه المسيحيين المحبطين الذين ينتقدون الدين المؤسسي أو المسيحية البولصية، والأشخاص الذين يعرفون عن أنفسهم كتلاميذ يسوع بدلًا من مسيحيين، والملحدين المسيحيين الذين يقبلون تعاليم يسوع ولكن لا يؤمنون بالله، والملحدون الذين ينتقدون كل الأديان بما في ذلك اليسوعية. يطلق على أتباع اليسوعية اسم اليسوعيين.